# Peng Pai
Peng Pai (em chinês: 彭湃, pinyin: Péng Pài, Wade–Giles: P'êng² P'ai4; Haifeng, 22 de outubro de 1896 — Xangai, 30 de agosto de 1929), nome do treinamento na juventude Peng Hanyu (彭汉育), foi um pioneiro do movimento agrário chinês e ativista dos direitos dos camponeses, um revolucionário proeminente e um dos líderes do Partido Comunista Chinês (PCC) em seu estágio inicial. Peng Pai foi um dos poucos intelectuais chineses que estavam cientes, no início da década de 1920, de que as questões do campesinato e da terra causavam os problemas mais críticos para a sociedade chinesa. Ele acreditava que o sucesso de qualquer revolução na China deveria depender dos camponeses como seu fundamento básico. Mao Tsé-Tung o elogiou como "o rei do movimento camponês" (农民运动大王).

## Antecedentes e início da vida
Peng Pai nasceu em 22 de outubro de 1896, em uma família comerciantes e proprietários de elite de língua hokkien e um herdeiro de grande riqueza. A família Peng, com cerca de trinta membros, possuindo terras cultivadas por arrendatários camponeses que, com suas famílias, somavam mais de 1 500; então cada um da família Peng controlava cerca de cinquenta camponeses.
As visões sociopolíticas de Peng Pai foram parcialmente influenciadas por sua mãe, Zhou Feng (周凤). Sua mãe veio de uma família pobre. Aos dezoito anos, ela foi vendida por seus pais como concubina para o pai de Peng Pai, Peng Xin (彭辛, também Shou-yin 寿殷). Naquela época, Peng Xin já tinha dois filhos de sua primeira esposa. A mãe de Peng Pai teve três filhos: Peng Hanyuan (彭汉垣), Peng Pai e Peng Shu (彭述). Hanyuan e Shu mais tarde se juntaram ativamente e ajudaram Pai no movimento camponês lançado e liderado por Peng Pai. Todos os três irmãos perderam a vida por esta causa. Eles são oficialmente homenageados como "Mártires Revolucionários" pela República Popular da China.
Em 1916, como estudante na escola local Haifeng County High School (agora chamada de "Peng Pai Memorial High School" desde 1957), Peng Pai tornou-se rebelde. Ele protestou contra o plano da aristocracia local de aplacar um oficial hostil construindo uma estátua deste senhor da guerra local. :54

## Estudo no Japão (1917–1921)

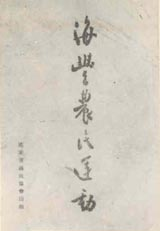
Relatórios sobre o Movimento Camponês de Haifeng por Peng Pai, publicado em 1926. Os caracteres chineses do título foram manuscritos por Zhou Enlai

Peng Pai foi para o Japão em 1917 e mudou seu nome para Peng Hanyu. Ele estudou política econômica depois de ser admitido na Universidade de Waseda, Tóquio. Lá ele viveu vários eventos históricos das " consequências da Primeira Guerra Mundial" que mudaram para sempre a China e as relações sino-japonesas. Ele testemunhou a revolta do arroz de 1918 no Japão, e foi influenciado pelo impacto da Revolução Russa de 1917. Em consequência, Peng Pai converteu-se de cristão para socialista. Ele acreditava que somente o socialismo, e somente uma completa revolução social, política e econômica na criação de um sistema socialista, poderia garantir a sobrevivência da China.

## Comissário da Educação de Haifeng (1921-1922)
Peng Pai terminou seus estudos no Japão e retornou à sua cidade natal Haifeng no verão de 1921. Ele foi nomeado comissário do Departamento de Educação do condado de Haifeng em outubro. Ele criou novas escolas, revisou os currículos e recrutou jovens professores e diretores com ideais pró-socialistas. :74 Ele organizou um desfile de comemoração do Dia de Maio para a sede do condado envolvendo seus alunos e "muitos meninos e meninas de famílias ricas" em 1922. :145

## Lançamento e liderança do movimento camponês (1922-1926)
No verão de 1922, Peng Pai foi demitido do cargo de Comissário de Educação por ter organizado o desfile do Dia de Maio. Logo depois de deixar essa posição, Peng Pai lançou e liderou o movimento de revolução camponesa em Haifeng. Ele defendeu o socialismo editando um jornal chamado Red Heart Weekly (ou Sincere Heart Weekly) :146 :85 e usando um gramofone para tocar música e canções para reunir os aldeões e tentar convencê-los a formar organizações camponesas. :94 Para despertar politicamente os camponeses e incentivá-los a lutar por seus próprios direitos e se libertar da injustiça social, Peng Pai queimou publicamente todos os títulos de propriedade de suas terras herdadas e anunciou a seus camponeses que as terras que cultivavam doravante lhes pertenciam. :94 Depois de esforços tão incomuns e sinceros, ele conseguiu formar a primeira Associação Camponesa do condado na China, a Associação Camponesa do Condado de Haifeng. A associação fez campanha por aluguéis mais baixos, liderou boicotes contra senhorios e organizou atividades de bem-estar. Ele foi eleito o Presidente da Associação no Dia de Ano Novo em 1923. Naquela época, a Associação reivindicava sua filiação de cerca de 20 000 famílias, cobrindo 100 000 pessoas, ou um quarto da população de todo o condado. :129–130
Em 1924, Peng Pai tornou-se membro do Kuomintang (KMT) e serviu como Secretário do Departamento Camponês do Comitê Central do KMT, já que a aliança KMT–PCC havia sido formada desde 1923. O KMT foi então liderado por Sun Yat-sen e executou as políticas de "aliança com a Rússia Soviética, cooperação com os comunistas e assistência aos movimentos camponeses e operários". Com base na ideia e sugestão de Peng Pai, o Comitê Central do KMT decidiu criar o Instituto de Treinamento do Movimento Camponês de Cantão (ITMC) para treinar jovens idealistas que então saíram para educar as massas na China rural. Peng Pai foi o diretor do 1.º e 5.º mandatos do ITMC, enquanto Mao Tsé-Tung foi o diretor do 6.º mandato. Peng Pai terminou seu famoso Relatório sobre o Movimento Camponês de Haifeng e o publicou em The Chinese Peasants em 1926.

## Um líder do PCC estabelecendo o primeiro soviete na China (1927-1928)

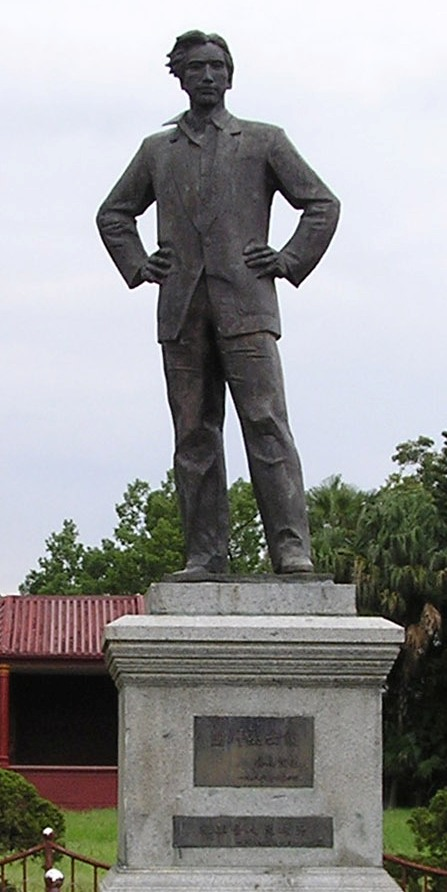
Uma estátua de Peng Pai em Haifeng, província de Cantão, China

Em 12 de abril de 1927, Chiang Kai-shek e sua ala direita no KMT lançaram o histórico "incidente de 12 de abril" ou "massacre de Xangai de 1927". Muitos membros proeminentes comunistas e de esquerda do KMT, juntamente com dezenas de milhares de pessoas suspeitas de serem pró-PCC, foram presos ou massacrados. Peng Pai foi eleito membro do Comitê Central do PCC no 5.º Congresso Nacional realizado em Wuhan durante abril e maio. Ele havia sido recentemente nomeado membro do Comitê da Frente do PCC liderado por Zhou Enlai para organizar e dirigir a Revolta de Nanchang lançada em 1.º de agosto daquele ano. Ele foi eleito membro suplente do Politburo do PCC na Reunião de Emergência do partido em 7 de agosto. Peng Pai retornou a Cantão após a Revolta de Nachang e estabeleceu o Governo e a Base Territorial dos Trabalhadores-Camponeses-Soldados Soviéticos de Hai-Lu-Feng [en] após a organização bem-sucedida e o lançamento de uma revolta armada nos condados de Haifeng e Lufeng em meados de novembro. Ele foi o presidente do Soviete Hailufeng, o 1.º Soviete da história chinesa. :234–262 Como resposta ao "Terror Branco" lançado em 12 de abril por Chiang Kai-shek e o KMT, o Soviete de Hai-Lu-Feng se envolveu em um "Terror Vermelho". Jung Chang e Jon Halliday em seu controverso livro "Mao: a História Desconhecida" descreveram que sob a liderança de Peng do efêmero Soviete Hailufeng "aldeias foram arrasadas e mais de 10 000 pessoas foram mortas".
Na primavera de 1928, menos de quatro meses após sua inauguração, o soviete de Hai-Lu-Feng foi esmagado pelas tropas do KMT com esmagadora superioridade. Peng Pai deixou Cantão e foi para Xangai, seguindo a diretriz do Comitê Central do PCC.
Em julho de 1928, no 6.º Congresso Nacional do PCC, Peng Pai foi eleito membro do Politburo e atuou como secretário do Comitê Central do Movimento Agrário e membro da Comissão Central de Assuntos Militares do PCC.

## Prisão e morte (1929)
Em 1929, Peng Pai foi traído por seu secretário de reunião Bai Xin (白鑫). Isso levou a Peng, Yang Yin (杨殷) e três outros líderes do PCC serem presos pelo governo do KMT enquanto participavam de uma reunião em Xangai em 24 de agosto. Peng Pai recusou-se firmemente a se render ou renunciar às suas crenças, mesmo sob tortura, durante sua prisão. Zhou Enlai, liderando as Unidades Centrais de Tarefas Especiais (UCTE) do PCC, organizou uma ação para tentar resgatar Peng Pai, mas a ação falhou. Em 30 de agosto, Peng Pai foi morto secretamente em Longhua, Xangai, pelo governo do KMT, por ordem de Chiang Kai-shek. Em 11 de novembro, por ordem de Zhou Enlai, Chen Geng e Gu Shunzhang dirigiram as UCTE com seu Esquadrão Vermelho para matar o traidor de Peng, Bai Xin, fora de seu abrigo escondido em Xangai.
Em memória de Peng Pai e Yang Yin, o PCC nomeou sua academia militar de "Academia Militar Peng-Yang do Exército Vermelho".

## Família
O segundo filho de Peng Pai, Peng Shilu, primeiro designer-chefe do projeto de submarino nuclear da China (Classe Han e classe Xia), é considerado o "pai dos submarinos nucleares da China" e o "pai fundador da Propulsão Nuclear Naval da China". Ele foi selecionado como membro da Academia Chinesa de Engenharia por suas contribuições e experiência em propulsão nuclear e engenharia de energia nuclear.
Peng Shige, neto do irmão mais velho de Peng Pai, Peng Hanyuan, é um distinto matemático e acadêmico da Academia Chinesa de Ciências. Ele é conhecido por suas contribuições em análise estocástica e pela fundação da matemática financeira na China.

### Revolução Cultural
Durante a Revolução Cultural Chinesa, o Incidente Anti-Peng Pai (反彭湃事件) eclodiu em Shanwei, Cantão, tendo como alvo os parentes de Peng Pai. A mãe de Peng Pai foi presa e seu terceiro filho, Peng Hong (彭洪), foi morto e enterrado secretamente; um primo e um sobrinho de Peng Pai também foram mortos em um massacre que resultou na morte de mais de 160 pessoas, e a cabeça do sobrinho foi pendurada no poste e mostrada ao público por três dias. Em 1978, após o fim da Revolução Cultural, Xi Zhongxun (习仲勋) estava no comando da província de Cantão e reparou oficialmente este incidente, bem como reabilitou completamente os parentes de Peng Pai e todas as vítimas relacionadas.